# لون (أين)
لون (بالفرنسية: Lent)‏ هي بلدية فرنسية تقع في إقليم الأين في فرنسا. رمز إنسي لها هو:1211. أما الرمز البريدي لها فهو: 1240.